# John Monk Saunders
John Monk Saunders (22. november 1897 - 11. marts 1940) var en amerikansk forfatter, manuskriptforfatter og filminstruktør.

## Filmografi
Som manuskriptforfatter (udvalg):
- 1930 - Nattens patrulje
- 1927 - Luftens helte